# تپه دره
تپه دره در شهرستان هرسین، بخش بیستون، دهستان شیرز، ۳۰۰ متری جنوب غربی روستای شاه آباد سفلی واقع شده و این اثر در تاریخ ۲۶ اسفند ۱۳۸۷ با شمارهٔ ثبت ۲۵۵۰۲ به‌عنوان یکی از آثار ملی ایران به ثبت رسیده است.